# Сегура, Панчо
Франсиско Олегарио (Маленький Панчо) Сегура Кано (англ. Francisco Olegario 'Little Pancho' Segura Cano; 20 июня 1921 — 18 ноября 2017, Карлсбад, Калифорния) — эквадорский и американский профессиональный теннисист и теннисный тренер. На любительском этапе карьеры Сегура четырежды становился финалистом турниров Большого шлема, а перейдя в профессионалы, трижды подряд выигрывал чемпионат США в одиночном разряде, а также несколько раз побеждал на этом турнире и чемпионате Уэмбли в парах. Среди воспитанников Сегуры как тренера был будущий лидер мирового теннисного рейтинга Джимми Коннорс. В 1984 году имя Панчо Сегуры внесено в списки Международного зала теннисной славы, а в 2012 году в списки Зала славы Ассоциации профессионального тенниса США.

## Спортивная карьера

### Эквадорский период
Панчо Сегура родился недоношенным и в детстве перенёс рахит, оставшись на всю жизнь кривоногим и низкорослым (его рост на пике карьеры достигал только 168 см), но оптимизм и жажда борьбы позволили ему преодолеть эти трудности. Сегура начал своё знакомство с теннисом в теннисном клубе Гуаякиля, где сначала подавал игрокам мячи, а со временем, окрепнув физически и овладев базовыми навыками, был их спарринг-партнёром, выполняя роль живой теннисной пушки. В это время он получал от клиентов клуба от 30 до 50 центов за занятие. В 13 лет местная газета El Telegrapho опубликовала о нём заметку, сделавшую его известным; в это время Панчо, игравший в совершенно необычной манере — двумя руками и слева и справа (даже двуручный бэкхенд был редкостью до 60-х годов), — уже обыгрывал ведущих местных взрослых игроков.
В 16 лет Сегура принял участие в ежегодном теннисном матче сборных Гуаякиля и Кито, несмотря на возражения некоторых из клиентов клуба, считавших, что его работа в клубе не даёт ему права называться любителем. Панчо выиграл все три своих встречи, внеся существенный вклад в общую победу Гуаякиля. После этого председатель национального Олимпийского комитета Гало Пласа Лассо (будущий президент страны) пригласил его в сборную Эквадора для участия в Боливарианских играх; этот шаг себя полностью оправдал — семнадцатилетний Сегура прошёл в теннисном турнире Игр до самого конца, победив в финале в четырёх сетах колумбийца Хорхе Комбарису. За 1939 год он выиграл ещё четыре крупных теннисных турнира в Южной Америке, завоевав необыкновенную популярность у себя на родине, которая, однако, в финансовом отношении не приносила ему ничего, за исключением небольшого дома, который его семье построил муниципалитет Гуаякиля.

### Среди американских любителей
Гало Пласа, ставший к этому времени президентом Эквадора, планировал послать Панчо учиться теннису во Францию. Однако начавшаяся Вторая мировая война не дала этим планам претвориться в жизнь, и в итоге Сегуру отправили в США. В Нью-Йорке он подружился с молодым теннисистом Бобби Риггсом, уже входившим в число сильнейших местных игроков. Поскольку в это время турниры в Нью-Йорке игрались в основном на травяных газонах, Сегура, привыкший на южноамериканском грунте к более медленным, высоким мячам («Трава? Я думал, это то, что курят», шутил он позже), не сразу нашёл свою игру и только весной 1941 года выиграл свой первый турнир на траве. Осенью того же года он победил в Майами одного из ведущих любителей США Гарднара Маллоя, и тот был настолько впечатлён его игрой, что, занимая пост тренера сборной местного университета, на следующий год организовал Панчо, никогда не заканчивавшему среднюю школу, спортивную стипендию и место в университетской команде.
К концу 1942 года Сегура уже занимал четвёртое место в списке сильнейших теннисистов-любителей США после Теда Шрёдера, Фрэнка Паркера и самого Маллоя. Считаясь иностранным гражданином, он избежал призыва в американскую армию и продолжал выступать в соревнованиях на протяжении всей войны, за три последующих года выиграв 15 из 30 турниров, в которых участвовал. Сегура три раза подряд — в 1943, 1944 и 1945 годах — выиграл студенческий чемпионат Северной Америки; этот рекорд не побит по настоящее время. В 1943 году он также выиграл Панамериканский чемпионат в Мехико, а на чемпионате США дошёл до финала в миксте, на следующий год повторив этот результат в мужском парном разряде. В одиночном разряде он все эти три года оступался в полуфинале, проиграв сначала Джеку Креймеру, а потом дважды подряд Биллу Талберту, и по итогам года каждый раз занимал третье место в американском рейтинге. Ещё один заметный матч на этом этапе карьеры Сегуры был показательным: в ноябре 1943 года он провёл выставочную игру против американского профессионала номер один, бывшего обладателя Большого шлема Дона Баджа, и победил со счётом 3-6, 6-0, 6-1.
В первые послевоенные годы Сегура ещё дважды играл в финалах турниров Большого шлема — сначала в мужских парах на чемпионате Франции 1946 года, а год спустя снова в миксте на чемпионате США.

### Профессиональная карьера
Несмотря на успехи Сегуры в любительских турнирах, его финансовое положение продолжало оставаться тяжёлым. Овладеть академической специальностью в университете ему не удалось, так как он не сумел набрать достаточное количество курсов, и в итоге после 1947 года он принял предложение стать профессиональным теннисным тренером. Это означало расставание с любительским теннисом и турнирами Большого шлема, но Сегура быстро стал одним из сильнейших профессионалов США. Уже в 1948 году он участвовал в профессиональном теннисном турне Джека Харриса вместе с Риггсом, Креймером и австралийцем Динни Пайлзом, а также выиграл с Креймером чемпионат страны среди профессионалов в парном разряде. Креймер позже называл его удар открытой ракеткой «величайшим в истории тенниса».
С 1950 по 1952 год Сегура трижды подряд побеждал на профессиональном чемпионате США в одиночном турнире, в 1952 году заняв первое место в рейтинге сильнейших профессионалов мира. За всю чемпионата США среди профессионалов он остаётся единственным, кому удалось выиграть соревнование на трёх разных покрытиях. Ещё несколько раз он выигрывал профессиональный чемпионат США и чемпионат Уэмбли — второй турнир «профессионального Большого шлема» — в парном разряде, в основном со своим постоянным противником на корте — Панчо Гонсалесом. Соревнование Большого Панчо Гонсалеса и Маленького Панчо Сегуры продолжалось большую часть 1950-х годов и включало два изнурительных финала чемпионата США подряд в 1955 и 1956 годах. Сегура продолжал совмещать тренерскую карьеру с выступлениями в профессиональных турнирах до конца 1960-х годов и в 1970 году, после начала Открытой эры, позволившего профессионалам играть против любителей, принял участие в нескольких турнирах Большого шлема. На Уимблдонском турнире 1968 года Сегура и Алекс Ольмедо во втором круге провели рекордный по продолжительности в истории турнира парный матч, победив Гордона Форбса и Эйба Сегала со счётом 32-30, 5-7, 6-4, 6-4. Через два года Сегура сыграл и на Открытом чемпионате США, выйдя во второй круг в одиночном разряде.
Позже Сегура возглавлял мировой рейтинг теннисных ветеранов и в 1973 году, после того, как Риггс, занимавший в этом рейтинге третье место, проиграл «Битву полов» Билли Джин Кинг, вызвал Кинг на матч-реванш, от которого она отказалась. Как тренер, Панчо Сегура много лет проработал в Южной Калифорнии, где среди его воспитанников был Джимми Коннорс — будущая первая ракетка мира. Сын Панчо, Спенсер Франсиско Сегура, также участвовал в теннисных соревнованиях, в 1975 году занимая в рейтинге ATP место в конце второй сотни, а в дальнейшем сделав финансовую карьеру.
В 1984 году имя Панчо Сегуры было включено в списки Международного зала теннисной славы, а в 2012 году в списки Зала славы Ассоциации профессионального тенниса США. С 1970 года он является также членом Зала спортивной славы университета Майами.
Сегура, официально получивший американское гражданство только в 1991 году, умер в Карлсбаде (Калифорния) в 2017 году, в возрасте 96 лет, от болезни Альцгеймера. Он оставил после себя вторую жену, Беверли, и двух детей — сына Спенсера (от первого брака) и дочь Марию (от второго).

## Участие в финалах центральных турниров за карьеру

### Большой шлем

#### Мужской парный разряд (0-2)
| Результат | Год  | Турнир            | Партнёр      | Соперники в финале         | Счёт в финале            |
| --------- | ---- | ----------------- | ------------ | -------------------------- | ------------------------ |
| Поражение | 1944 | Чемпионат США     | Билл Талберт | Дон Макнилл Боб Фалкенбург | 5-7, 4-6, 6-3, 1-6       |
| Поражение | 1946 | Чемпионат Франции | Энрике Мореа | Марсель Бернар Ивон Петра  | 5-7, 3-6, 6-0, 6-1, 8-10 |

#### Смешанный парный разряд (0-2)
| Результат | Год  | Турнир            | Партнёрша   | Соперники в финале           | Счёт в финале |
| --------- | ---- | ----------------- | ----------- | ---------------------------- | ------------- |
| Поражение | 1943 | Чемпионат США     | Полин Бетц  | Маргарет Осборн Билл Талберт | 8-10, 4-6     |
| Поражение | 1947 | Чемпионат США (2) | Гасси Моран | Луиза Бро Джон Бромвич       | 3-6, 1-6      |

### Профессиональный Большой шлем

#### Одиночный разряд (3-8)
| Результат | Год  | Турнир               | Соперник в финале | Счёт в финале                    |
| --------- | ---- | -------------------- | ----------------- | -------------------------------- |
| Победа    | 1950 | Чемпионат США        | Фрэнк Ковакс      | 6-4, 1-6, 8-6, 4-4 — отказ       |
| Победа    | 1951 | Чемпионат США (2)    | Круговой турнир   | Круговой турнир                  |
| Поражение | 1951 | Чемпионат Уэмбли     | Панчо Гонсалес    | 2-6, 2-6, 6-2, 4-6               |
| Победа    | 1952 | Чемпионат США (3)    | Панчо Гонсалес    | 3-6, 6-4, 3-6, 6-4, 6-0          |
| Поражение | 1955 | Чемпионат США        | Панчо Гонсалес    | 16-21, 21-19, 8-21, 22-20, 19-21 |
| Поражение | 1956 | Чемпионат США (2)    | Панчо Гонсалес    | 15-21, 21-13, 14-21, 20-22       |
| Поражение | 1957 | Чемпионат Уэмбли (2) | Кен Розуолл       | 6-1, 3-6, 4-6, 6-3, 4-6          |
| Поражение | 1957 | Чемпионат США (3)    | Панчо Гонсалес    | 3-6, 6-3, 5-7, 1-6               |
| Поражение | 1959 | Чемпионат Уэмбли (3) | Мэл Андерсон      | 6-4, 4-6, 6-3, 3-6, 6-8          |
| Поражение | 1960 | Чемпионат Уэмбли (4) | Кен Розуолл       | 7-5, 6-8, 1-6, 3-6               |
| Поражение | 1962 | Чемпионат США (4)    | Бутч Бухгольц     | 4-6, 3-6, 4-6                    |